# Brauerei Schönbusch
Die Brauerei Schönbusch war eine Brauerei in Schönbusch in Königsberg.

## Geschichte

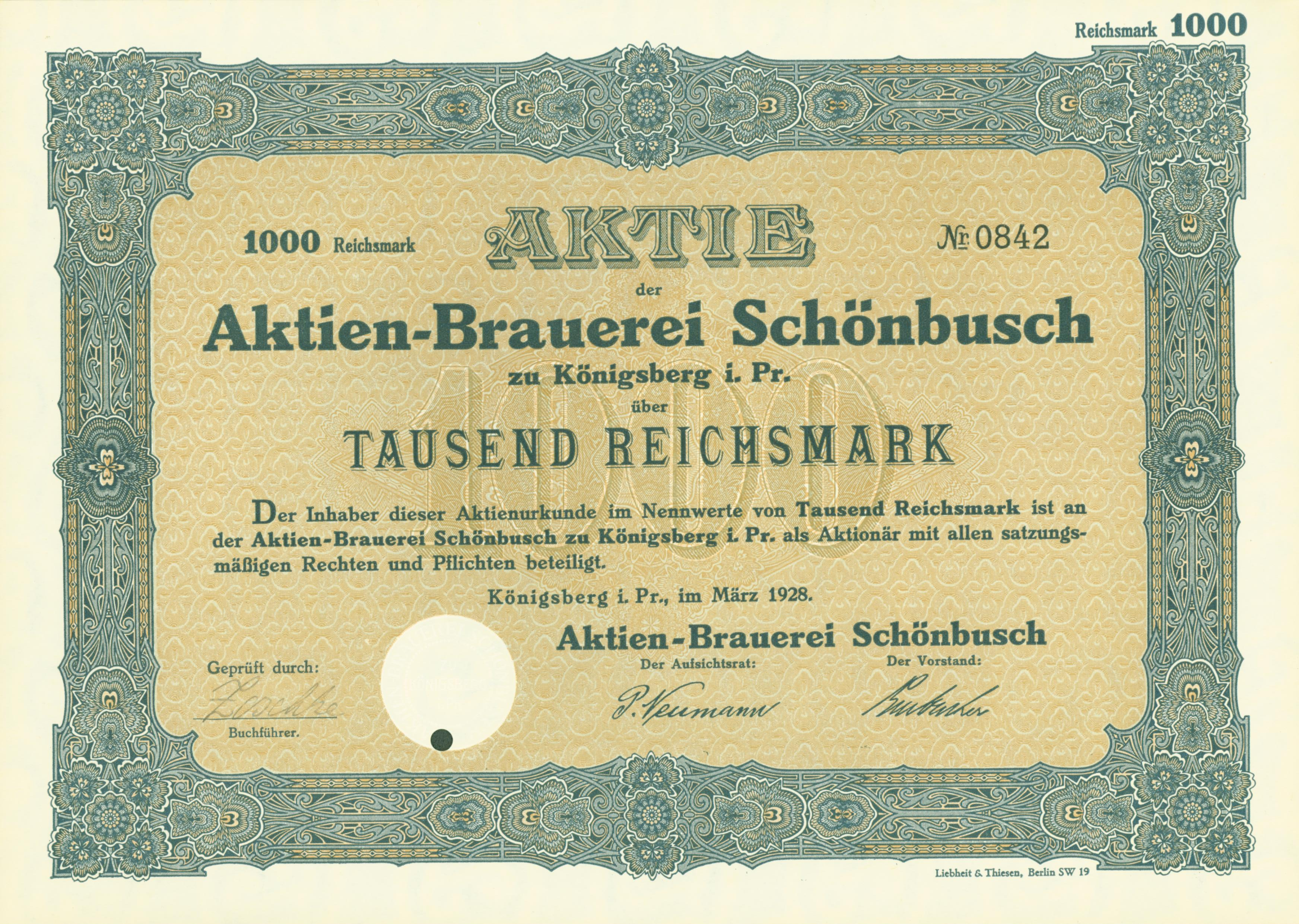
Aktie über 1000 RM der Aktien-Brauerei Schönbusch vom März 1928

Die Aktien-Brauerei Schönbusch wurde am 31. Dezember 1871 von Eduard Schifferdecker in der Schönbuscher Straße 1–5 gegründet, der bereits 1869 die Ponarther Brauerei von seinem Bruder Johann Philipp Schifferdecker erworben hatte. Herstellt wurde ober- und untergäriges Bier und Malz für eigenen Bedarf sowie Eis. 1921 wurde sie von Hermann Röder geführt. Großaktionär 1943 war die Ferdinand Rückforth AG in Stettin mit einem Anteil von 50 %. 
Nach dem Zweiten Weltkrieg wurde der Firmensitz im Jahr 1948 nach Uslar verlagert. Seit 1953 eine GmbH. Es gab Spekulationen, das berühmte Bernsteinzimmer sei 1945 in der Brauerei versteckt worden, was aber nie eindeutig bestätigt wurde.